# جورجي أمادو
جورجي أمادو (Jorge Amado) اسمه الكامل جورجي أمادو دي فاريا (Jorge Amado de Faria) (ولد في باهيا 10 أغسطس 1912, توفي 6 أغسطس 2001) روائي، صحفي وسياسي برازيلي، واحد من أهم كتّاب البرازيل ومن أوسعهم شهرة. منذ أيام المدرسة بدأ الكتابة، وألف مع عدد من أصدقائه في مسقط رأسه «جماعة الحداثة». وفي عام 1935 أنهى دراسة الحقوق في ريو دي جانيرو ولكنه لم يتسلم شهادته إذ كان قد دخل حينذاك عالم الأدب وبدأ يشق طريق النجاح بمجموعة من المؤلفات، منها «بلاد الكرنفال» (1931) O pais do carnaval، و«كاكاو» (1933) Cacao، و«عَرَق» (1934) Suor و«جوبيابا» (1935) Jubiaba، ثم أتبعها بـ «بحر ميت» (1936) Mar Morto و«قباطنة الرمال» (1937)Capitaes Areia. وقد صار جورجي آمادو بعد انتشار أعماله هذه الكاتب المفضل لدى شعبه. والسر في هذا النجاح هو تمسكه ببعض الأشكال الاتباعية ممزوجة بالصعلكة وطعم التقاليد العريقة في مسقط رأسه، ولاية باهيا، التي كانت بحواضرها وريفها مسرح كل رواياته، وأناسها أبطاله الدائمين.

## مسيرته
انغمس في النضال السياسي منذ شبابه المبكر، إذ انضم إلى الحزب الشيوعي البرازيلي في عام 1926م، إلا أن ذلك لم يؤد إلى صبغ أدبه بصبغة الأدب العقائدي، إلا في كتاب «عالم السلام» (1951) El mundo de la paz، وفي رواية «أقبية الحرية» Subterrâneos da liberdade المؤلفة من ثلاثة أجزاء ضخمة، حيث لا تخفي القوة الإبداعية والقدرة على رسم الشخصيات وتصوير المواقف تسرعه في الكتابة تحت تأثير المتطلبات الحزبية، ولكن هذا التأثير يبدو أقل وضوحاً في رواية «فارس الأمل» (1942) O cavaleiro de esperanca التي تناول فيها سيرة حياة القائد الشيوعي البرازيلي لويس كارلوس برستيس Luis Carlos Prestes، وكذلك في الروايات الملحمية التي تتحدث عن الصراع بين الإقطاعيين والتجار في مناطق زراعة الكاكاو، كما في رواية «أراضي اللانهاية» (1942) Terras do sem fin.
في عام 1946 انتُخب لعضوية البرلمان بعدد كبير من أصوات الناخبين. ولكن الحكومة العسكرية ما لبثت أن ألغت شرعية الحزب الشيوعي فاضطر إلى مغادرة وطنه ليعيش متنقلاً ما بين فرنسا وإيطاليا وتشيكوسلوفاكيا والاتحاد السوفييتي، ولم يتمكن من العودة إلى بلاده إلا في عام 1952، وقد حصل في منفاه على جائزة ستالين للآداب، وأصبح عضواً في الهيئة التي تمنح هذه الجائزة، وبدأت ترجمة كتبه إلى لغات كثيرة.
كتب أمادو قبل عام 1958م روايات ماركسية، تعكس تعاطفه مع ضحايا الظلم الاجتماعي، منها رواية الأرض العنيفة (1942م)، ثم كتب بدءًا من جابرييلا، الثوم والقرفة (1958م) بأسلوب أكثر حذقًا حيث اعتمد على أسلوب الفكاهة الهجائية. يعتبر الكثير من النقاد موتا كوينكاس ووتريل (1962م) أروع رواياته.
قام أمادو بإسهام مهم في الأدب البرازيلي؛ لكونه أول كاتب بارز يصف التراث الإفريقي العريض لأمته. لقد هيمن هذا الموضوع على واحد من أفضل أعماله الروائية خيمة المعجزات (1969م). تشمل روايات أمادو الأخرى دونا فلور وزوجاها (1966م)؛ تيتا (1978م)؛ جوبيابا (1984م)؛ المكاشفة (1987م)؛ حرب القديسين (1993م).

## مؤلفاته
يزيد عدد أعمال آمادو على الأربعين كتاباً ترجم معظمها إلى أكثر من ثلاثين لغة، وقد بدأت ترجمة أعماله إلى العربية منذ منتصف الخمسينات، ولكن ما ترجم منها حتى نهاية القرن العشرين لا يزيد على النصف.
من أبرز أعماله:
- " زوربا البرازيلي "
- «القديس جورجي شفيع إيلويس» (1944) Sao Jorge dos Ileus،
- «غرام الجندي» (1947) O amor do soldado،
- «البحّارة المُسنّون» (1961) Os velhos marinheiros،
- «دونا فلور وزوجاها» (1976) Dona Flor e seus dois maridos،
- «دكان المعجزات» (1970) Tenda dos Milagres،
- «تيريزا باتيستا المتعبة من الحرب» (1972) Tereza Batists, cansada de guerra،
- بحر ميت، 1،936، ترجمة دار الهلال 1993

لآمادو كذلك عدة مجموعات شعرية منها «نجمة البحر» Aestrela do mar ودراسة نقدية مهمة عن الشاعر البرازيلي الرومنسي كاسترو ألفيس المشهور بمناهضته للعبودية، بعنوان «ألف باء كاسترو ألفيس» ABC de Castro Alves.

### مؤلفات مترجمة للعربية
- زوربا البرازيلي، ترجمة: ممدوح عدوان.
- عودة البحار، ترجمة: ممدوح عدوان.[17]
- كاكاو، ترجمة: ماري طوق.[18]
- نساء البنّ، ترجمة: مالك سلمان.
- ميتتان لرجل واحد
- غابرييلا قرنفل وقرفة. ترجمة: عوض شعبان.[19]

## عالميته
تم نقل معظم رواياته للتلفاز والمذياع والمسرح ومُثلت دونا فلور وزوجاها في فيلم عام 1976م. وكانت السلسلة التلفازية التي أعدت عن روايته: جابرييلا، الثوم والقرفة، رائجة جدًا في أمريكا اللاتينية كلها، كما أُعدت نسخة منها للسينما عام 1983م. بيعت 20 مليون نسخة من كتب أمادو في جميع أنحاء العالم بعد أن ترجمت إلى نحو 50 لغة. حاز أمادو عدة جوائز منها: جائزة بابلو نيرودا (موسكو 1994م)؛ جائزة لويس دي كأمويس (لشبونة 1995م) جائزة سينو ديل دوكا (1998م).

## وصلات خارجية
- جورجي أمادو على موقع IMDb (الإنجليزية)
- جورجي أمادو على موقع الموسوعة البريطانية (الإنجليزية)
- جورجي أمادو على موقع مونزينجر (الألمانية)
- جورجي أمادو على موقع ألو سيني (الفرنسية)
- جورجي أمادو على موقع ميوزك برينز (الإنجليزية)
- جورجي أمادو على موقع قاعدة بيانات برودواي على الإنترنت (الإنجليزية)
- جورجي أمادو على موقع إن إن دي بي (الإنجليزية)
- جورجي أمادو على موقع ديسكوغز (الإنجليزية)
- جورجي أمادو على موقع قاعدة بيانات الفيلم (الإنجليزية)
- جورجي أمادو  على قاعدة بيانات الخيال التأملي على الإنترنت